# Розв'язна група
В абстрактній алгебрі розв'язні групи  — групи що відіграють вирішальну роль в теорії Галуа. Поняття розв'язної групи виникло для опису властивостей груп автоморфізмів тих поліномів, розв'язки яких можуть бути записані у радикалах.

## Визначення
Група G називається розв'язною, якщо існує спадний ланцюг підгруп:
{\displaystyle \{1\}=G_{0}\subset G_{1}\subset \cdots \subset G_{k}=G}
такий, що {\displaystyle \ G_{j-1}} є нормальною підгрупою {\displaystyle \ G_{j}} а також факторгрупи
{\displaystyle \ G_{j}/G_{j-1}} для {\displaystyle j=1,2,\dots ,k} є абелевими.

## Властивості
- Якщо H — нормальна підгрупа в G, H розв'язна і факторгрупа G / H розв'язна, тоді і G розв'язна. Зокрема якщо дві групи розв'язні, то їх прямий добуток (і навіть напівпрямий добуток) розв'язний.[1]
- Всяка підгрупа і факторгрупа розв'язної групи розв'язні.[1]
- Якщо порядок скінченної групи ділиться лише на два прості числа, то така група розв'язна.[1]

## Приклади
- Група невироджених верхніх трикутних матриць є розв'язна.
- Вільна група рангу більше одиниці не є розв'язною.
- Симетрична група {\displaystyle \ S_{n}} є розв'язною тоді і тільки тоді, коли {\displaystyle n\leq 4}.

Ланцюги нормальних підгруп {\displaystyle S_{n}}:
- {\displaystyle S_{2}}{\displaystyle {\overset {2}{\longrightarrow }}}{\displaystyle {e}}{\displaystyle ,\qquad \qquad \qquad (C_{2}=S_{2})}
- {\displaystyle S_{3}}{\displaystyle {\overset {2}{\longrightarrow }}}{\displaystyle C_{3}}{\displaystyle {\overset {3}{\longrightarrow }}{e},\qquad \quad (C_{3}=A_{3})}
- {\displaystyle S_{4}}{\displaystyle {\overset {2}{\longrightarrow }}}{\displaystyle A_{4}}{\displaystyle {\overset {3}{\longrightarrow }}}{\displaystyle V_{4}}{\displaystyle {\overset {2}{\longrightarrow }}C_{2}{\overset {2}{\longrightarrow }}{e}}
- {\displaystyle S_{5}}{\displaystyle {\overset {2}{\longrightarrow }}}{\displaystyle A_{5}}{\displaystyle {\overset {60}{\longrightarrow }}{e}}
- {\displaystyle S_{6}}{\displaystyle {\overset {2}{\longrightarrow }}}{\displaystyle A_{6}}{\displaystyle {\overset {360}{\longrightarrow }}{e}}

### Українською
- Гаврилків В. М. Елементи теорії груп та теорії кілець. — І.-Ф.  : Голіней, 2023. — 153 с.
- Ганюшкін О. Г., Безущак О. О. Теорія груп: Навчальний посібник для студентів механіко–математичного факультету. — Київ : ВПЦ "Київський університет", 2005.(укр.)

- Е. Артін (1963). Теорія Галуа. пер. з нім. В.А. Вишенського. Київ: Радянська школа. с. 98. (укр.)

### Іншими мовами
- Курош А. Г. Теория групп. — 3-е изд. — Москва : Наука, 1967. — 648 с. — ISBN 5-8114-0616-9.(рос.)
- Джозеф Ротман[en]. An Introduction to the Theory of Groups. — 4th. — Springer (Graduate Texts in Mathematics), 1994. — 532 с. — ISBN 978-0387942858.(англ.)